# Дамба фестивал
Фестивал Дамба је највећи фестивал у Гани, који славе народи северног, саванског, североисточног, горњег источног и горњег западног региона Гане. У скорије време, Дамба је постао мултинационални фестивал, који привлачи посетиоце из целог света. Фестивал се сваке године слави у Немачкој, Сједињеним Америчким Државама и Уједињеном Краљевству.
Име Дамба је на Дагбани језику. Друге варијације укључују Дама у Мампрули и Јингбенти у Вали језику. Фестивал се слави у месецу Дамби, трећем месецу календара Дагомба. Сврха фестивала је да прослави богато наслеђе, историју и поглаварство Дагбона и сродних краљевстава. Дагбон је родно место централизованих краљевстава, поглаварства и краљевске породице у Гани и Буркини Фасо. Месец Дамба такође одговара трећем месецу исламског календара, Рабиа ел Авал. Дамба је првобитно слављена у знак обележавања рођења и именовања Мухамеда, али сврха прославе се у великој мери променила како би се величало наслеђе и поглаварство. Дамбу су такође усвојили Гонџе из региона Савана. Гонџе имају одређене месеце у којима славе фестивал. Фестивал је подељен у три сесије: Сомо Дамба, На Дамба (Краљ) и Белкулси (опроштајна поворка).

## Активности
Фестивал почиње објавом почетка месеца од стране Јидан Моли, за Ја На (краљ). Једанаестог дана у месецу почиње Сомо Дамба, а седамнаестог дана следи „Наа“ (краљева) Дамба. Завршава се са „биелкулси“, што је врхунац прославе, а почиње 18. у месецу Дамба. У овом периоду, молитве се упућују прецима, свирају се бубњеви, породице посећују пријатеље и размењују поклоне. Фестивал такође укључује Бинчера Дамба, где млади носе похабане, али модерне хаљине, и Шинкафа Гахимбу (брање пиринча).

### Јила Бохамбу (музичка проба)
Ноћне пробе песама Дамбе, предвођене дворским дамама, по главним палатама широм Дагбона и сродних краљевстава. Одржавају се у првих десет дана у месецу.

### Бинчера Дамба
Ово је ревија и плес поцепане одеће. Одвија се у разним палатама, а млади су главни учесници.

### Сомо Дамба
Укључује молитве и плес.

### Шинкафа Гахимбу
Ова активност укључује брање пиринча. У њему учествују дворски свештеници, предвођени Јидан Молијем у палати Гбеваа.

### Наху Глибу
Церемонијално окупљање крава које предводе поглавице.

### На Дамба
Укључује плесове и неколико коњичких представа у част краља.

### Белкулси (опроштај)
Поворка и шаренолики опроштај.

## Дамба 2023. године
Прослава 2023. године била је без преседана, славила се између средине септембра и почетка октобра. Биелкулси је био заказан за 4. октобар 2023. године. Неки градови су обележили опроштај усред јаких киша. Међутим, због јаких киша, поворка код палате Гбева је померена за четвртак, 5. октобар 2023. године. Туристи и слављеници широм света окупили су се у разним палатама и центрима широм северне Гане због ових живописних церемонија.
Као део прославе 2023. године, организована је историјска фудбалска утакмица између градова Кумбунгу и Савелугу. Спортски стадион Алиу Махама, капацитета преко 20.000, био је пун. Кумбунгу и Савелугу деле разигран однос познат као Дачахали на Дагбани језику. Догађају су присуствовале угледне личности, укључујући врховне поглавице Толона, Савелуга и Кумбунгуа.